# Canggu (Talang Padang)
Canggu is een bestuurslaag in het regentschap Empat Lawang van de provincie Zuid-Sumatra, Indonesië. Canggu telt 328 inwoners (volkstelling 2010).